# Macrosiphum oregonense
Macrosiphum oregonense är en insektsart som beskrevs av Jensen 2000. Macrosiphum oregonense ingår i släktet Macrosiphum och familjen långrörsbladlöss. Inga underarter finns listade i Catalogue of Life.